# Terra nova (Regionale 2010)

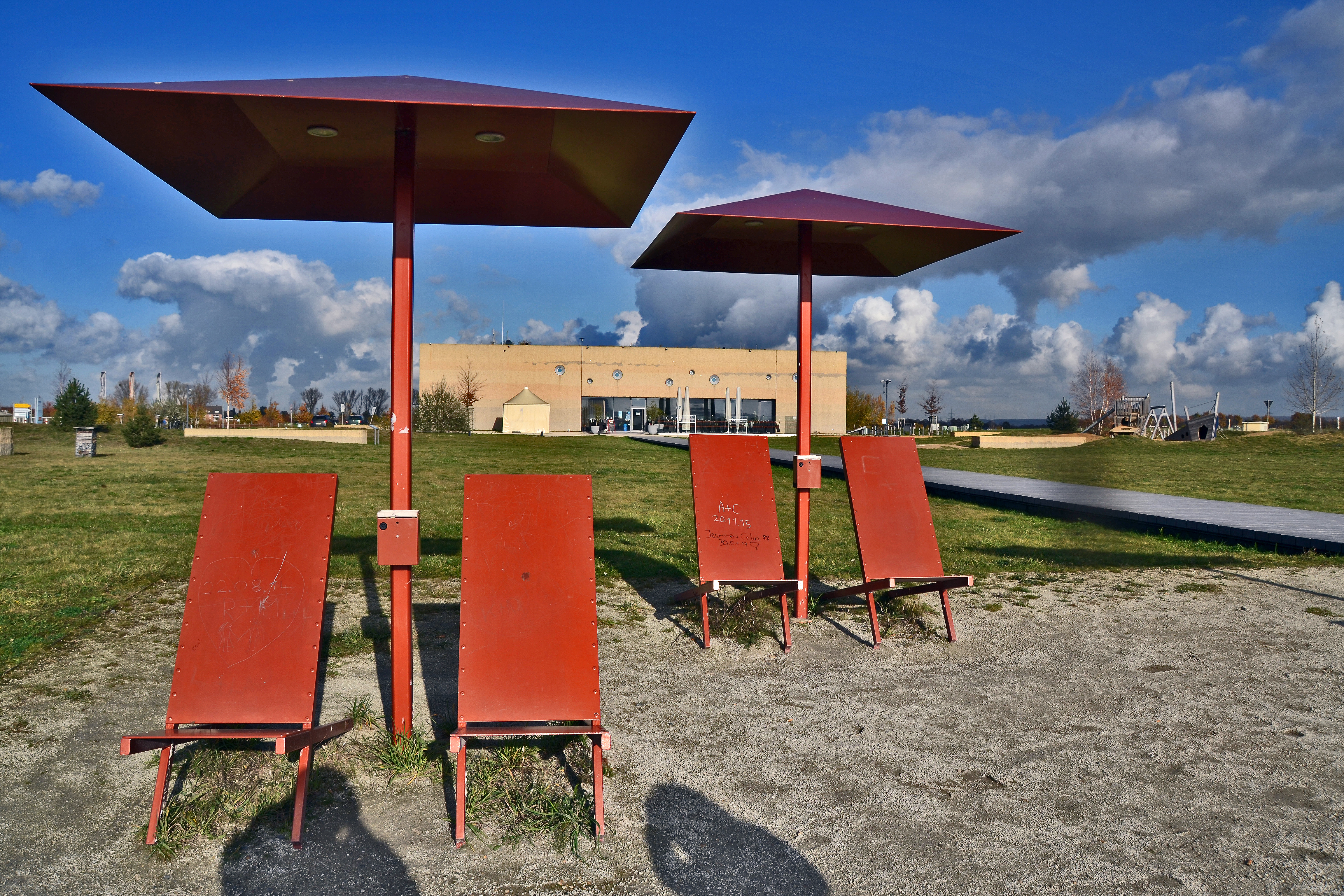
Forum ː terra nova – Besucherzentrum, November 2017

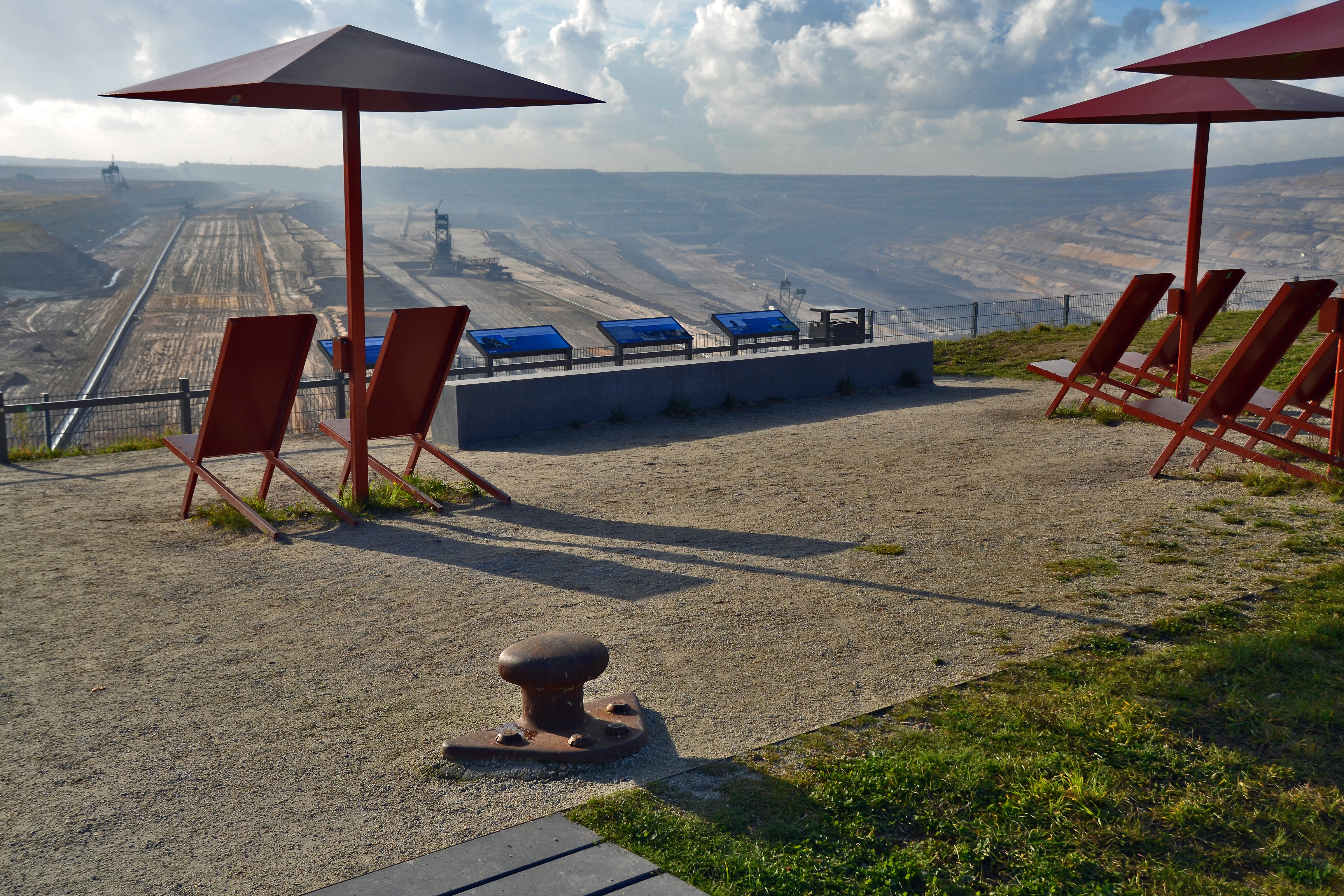
Terra Nova – Aussichtsplattform, November 2017

:terra nova ist ein interkommunales Struktur- und Landschaftsentwicklungsprojekt, das im Rahmen der Regionale 2010 von den Städten Bergheim, Bedburg, Elsdorf sowie dem Rhein-Erft-Kreis umgesetzt wurde. Ziel des Projekts war es, die vom Braunkohletagebau geprägte Landschaft im Rheinischen Revier in eine zukunftsfähige Kulturlandschaft zu transformieren und neue wirtschaftliche, touristische und ökologische Perspektiven für die Region zu schaffen.

## Hintergrund
Die Region westlich von Köln ist seit Jahrzehnten durch den Braunkohletagebau geprägt. Mit dem fortschreitenden Strukturwandel und den geplanten Tagebauschließungen ergab sich die Notwendigkeit, langfristige Nachnutzungskonzepte zu entwickeln. Im Rahmen der Regionale 2010 wurde :terra nova als Leitprojekt zur Landschaftsgestaltung und regionalen Identitätsbildung initiiert.

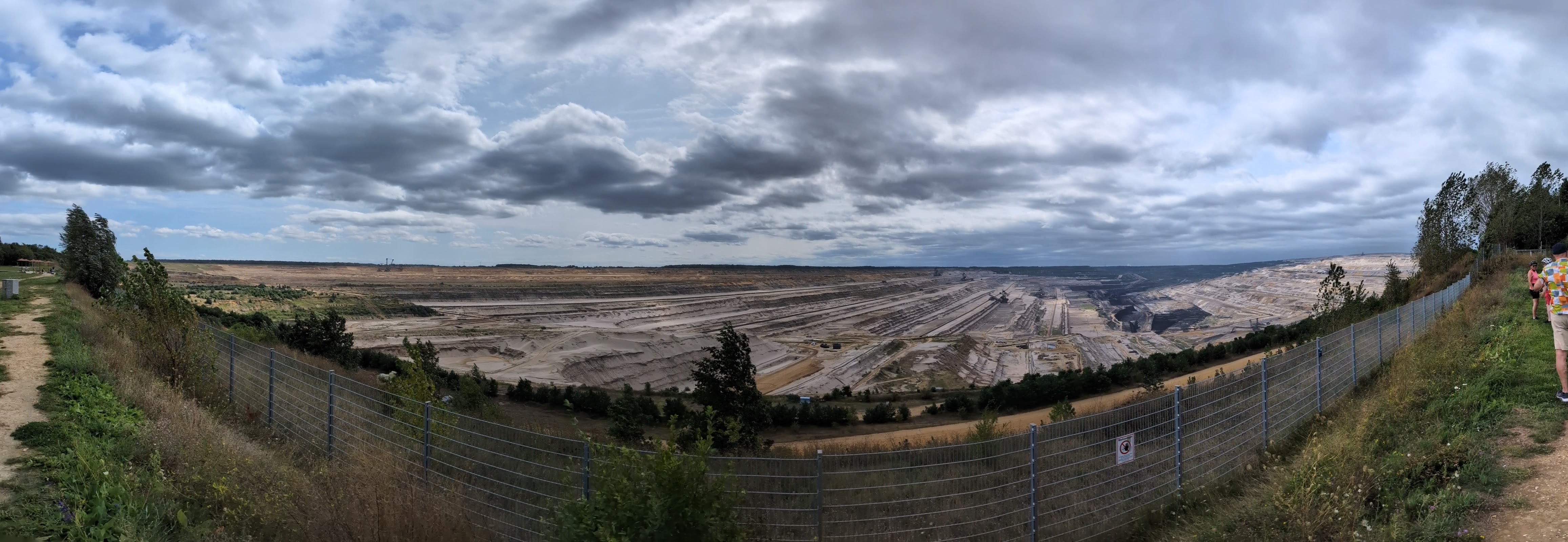
Panorama Tagebau Hambach von Terra Nova

## Projektziele
Das Projekt verfolgte mehrere Kernziele:
- Landschaftsumbau: Umwandlung ehemaliger Abbauflächen in Naherholungs- und Naturräume.
- Tourismusförderung: Entwicklung attraktiver Freizeit- und Sportangebote.
- Infrastrukturverbesserung: Schaffung neuer Rad- und Wanderwege, insbesondere zur Verbindung der beteiligten Kommunen.
- Kulturelle Aufwertung: Integration von Kunst, Kultur und regionaler Geschichte in den Landschaftsraum.

## Maßnahmen und Teilprojekte
Zu den wichtigsten Umsetzungen von :terra nova zählen:
- Terra-Nova-Höhenpark in Elsdorf mit Aussichtsplattform auf den Tagebau Hambach.
- Ausbau des Radwegenetzes, einschließlich der „Energy-Route“.
- Entwicklung von Freizeitangeboten wie Skaterparks, Sportanlagen und Veranstaltungsflächen.
- Schaffung neuer Natur- und Erholungsräume auf rekultivierten Flächen.